# Esgravatadouro
Esgravatadouro o Picota es un estratovolcán del Algarve, Portugal. Se encuentra al sureste del complejo complejo volcánico de Monchique, al que pertenece, a pesar de que está separado de unos 5 kilómetros de distancia.
Es un volcán totalmente erosionado. Al oeste de dicho estratovolcán, hay un valle redondeado que se trata de los restos de una antigua caldera volcánica, en que se asienta en dicha caldera el pueblo de Caldas de Monchique, famoso por su hotel, donde alberga unas ricas aguas termales, por lo que prueba que el macizo no está extinto del todo. Está compuesto de rocas ígneas de tipo alcalino, y con algo de camptonita. Las mismas rocas que comprende el complejo.